# Quần đảo Gambier
Quần đảo Gambier hay quần đảo Mangareva (tiếng Pháp: Îles Gambier hay Archipel des Gambier) là một quần đảo của Polynésie thuộc Pháp. Quần đảo nằm ở đông nam của quần đảo Tuamotu nhưng thường được xem là một nhóm đảo riêng biệt do có sự tương đồng hơn về văn hóa và ngôn ngữ với quần đảo Marquises, đồng thời quần đảo có nguồn gốc núi lửa trong khi quần đảo Tuamotu là các rạn san hô vòng.

## Hành chính
Xã Gambier bao gồm:
- Quần đảo Gambier: Papuri, Teauaone, Tepapuri, Puaumu, Vaiatekeue, Teauotu, Apou, Tuaeu, Totegegie, Tarauru Roa, Gaioio, Tenoko, Rumarei, Mangareva, Aukena, Tokorua, Taravai, Tepu Nui, Angakauitai, Motu-O-Ari, Makapu, Akamaru, Mekiro, Teohootepohatu, Atumata, Tauna, Tekava, Kouaku, Motu Teiku, Makaroa, Manui và Kamaka
- Nhóm đảo Actéon của quần đảo Tuamotu: Tenararo, Vahanga, Tenarunga và Matureivavao
- Rạn san hô vòng Temoe (cách nhóm đảo chính Gambier 40 km về phía đông)
- Các rạn san hô vòng Marutea Sud, Maria Est và Morane.

Quần đảo Gambier cùng với quần đảo Tuamotu hợp thành Îles Tuamotu-Gambier - một trong năm phân khu hành chính của Polynésie thuộc Pháp. Xã Gambier và 11 xã ở đông Tuamotu là Anaa, Fangatau, Hao, Hikueru, Makemo, Napuka, Nukutavake, Pukapuka, Reao, Tatakoto và Tureia hợp thành khu bầu cử Îles Gambier et Tuamotu Est (nghĩa là "quần đảo Gambier và Tuamotu Đông") - một trong sáu khu bầu cử (circonscriptions électorales) của Hội đồng Lập pháp Polynésie thuộc Pháp (Assemblée de la Polynésie française).

## Địa lý
Bao quanh đảo lớn nhất trong quần đảo - Mangareva - là một rạn san hô thông với biển cả bên ngoài qua ba cửa lạch. Các hòn đảo đáng chú ý khác là Akamaru, Angakauitai, Aukena, Kamaka, Kouaku, Makapu, Makaroa, Manui, Mekiro và Taravai. Tất cả các đảo này đều có nguồn gốc núi lửa. Có một số đảo có nguồn gốc san hô như Papuri, Puaumu, Totengengie và nhóm đảo Tokorua.
Quần đảo Gambier có tổng diện tích là 31 km². Nơi cao nhất của quần đảo là tại núi Duff trên đảo Mangareva với độ cao 441 m dọc theo bờ biển phía nam của đảo. Dân số năm 2006 là 1.103 người. Trung tâm của quần đảo là làng Rikitea nằm trên đảo Mangareva.
|  |

## Lịch sử
Sở dĩ quần đảo có tên Mangareva là do người ta gọi chung theo tên của đảo chính Mangareva (còn gọi là đảo Peard). Ngày 25 tháng 5 năm 1797, thuyền trưởng Wilson của tàu Duff khám phá ra quần đảo này và lấy họ của Đô đốc Gambier làm tên cho nó.
Ngày 8 tháng 8 năm 1834, hai cha cố là Honoré Laval và François Caret cập bến đảo Akamaru trên chiếc tàu Peruvian. Sau đó, hai vị này nhanh chóng thành lập một hội truyền giáo hoạt động mạnh tại quần đảo. Laval thi hành một số chính sách gây tranh cãi, trong đó có việc cấm nhiều tập tục truyền thống của dân bản xứ mà ông cho là trái với giáo lý Thiên Chúa giáo. Có nguồn cho rằng ông này phải chịu trách nhiệm cho hành vi giết người. Thậm chí Laval còn nhiều lần chống đối lại sắc lệnh của nhà cầm quyền Pháp. Hàng loạt lời oán trách đã tới tai chính quyền Pháp khiến Laval bị trục xuất sang Tahiti vào năm 1871. Tại đây người ta tuyên bố rằng ông "bị điên".